# 17e étape du Tour d'Espagne 1999

La 17e étape du Tour d'Espagne 1999 s'est déroulée le 22 septembre entre Bronchales et Guadalajara.

## Récit
L'Italien Cristian Moreni remporte sa première victoire professionnelle en s'imposant devant ses compagnons d'échappée.
Jan Ullrich conserve le maillot de oro.

## Classement de l'étape
|   | Coureur                    | Pays    | Équipe  |    | Temps |
| - | -------------------------- | ------- | ------- | -- | ----- |
| 1 | Cristian Moreni            | Italie  | Liqugas | en |       |
| 2 | José Vicente García Acosta | Espagne | Banesto | +  | 2 s   |
| 3 | Mikel Zarrabeitia          | Espagne | ONCE    |    | 2 s   |

## Classement général
|   | Coureur                   | Pays      | Équipe           |    | Temps      |
| - | ------------------------- | --------- | ---------------- | -- | ---------- |
| 1 | Jan Ullrich               | Allemagne | Deutsche Telekom | en |            |
| 2 | Igor González de Galdeano | Espagne   | Vitalicio        | +  | 49 s       |
| 3 | Roberto Heras             | Espagne   | Kelme            |    | 2 min 35 s |